# Chymomyza microdiopsis
Chymomyza microdiopsis är en tvåvingeart som beskrevs av David Grimaldi 1986. Chymomyza microdiopsis ingår i släktet Chymomyza och familjen daggflugor.
Artens utbredningsområde är Kuba. Inga underarter finns listade i Catalogue of Life.